# Побутові пісні
Побутові пісні змальовують приватне життя як суспільства, так і окремої особи. У народній пісенній літературі це найобширніша та найрозвинутіша ділянка.

## Родинно-побутова лірика
Жартівливі пісні— численні за кількістю і розмаїтні за тематикою — становлять значний розділ української народної пісенності, це здавна було відзначено фольклористами. Ще в середині минулого сторіччя М. Закревський підкреслив, що в цих піснях бачимо «привілля для веселощів, іронії, дотепу українця, без яких він не може жити. Ця веселість тим привабливіша, що вона непідробна, природна; а дотепність, неначе іскра, часто з’являється несподівано і з блиском».
Пісні про кохання — становлять найбільший масив родинно-побутової лірики. В них передаються усі перипетії відносин двох: і перше несміливе почуття, яке боїться виказати себе навіть поглядом, і відкрите утвердження щастя любити і бути любленим, і сумніви та образи, і біль розлуки, і невтішне горе зраджених і покинутих, і гадки про одруження, про майбутню долю.
Глибоке й сильне почуття підказує звичайній селянській дівчині слова, повні хвилюючої поезії. Виспівуючи свою любов, дівчина добирає зворушливі у своїй простоті й правдивості слова. Для неї від миленького кращого немає, бо в нього все гарне: «любая розмова», «та що сам молод, під ним кінь ворон, ще й в сопілку грає!», навіть його сліди їй дорогі: «Та вирву я, вирву кленовий листочок, прикрию, пристелю милого слідочок»...
В уяві юнака також постають найпоетичніші образи, коли він думає про свою милу — червону калину, чорноброву, пишну,— «ой як вона заговорить — як у дзвін задзвонить, ой як вона заспіває — село розлягає».
Пісні про родинне життя — говорять про радість і смуток, щастя материнства й горе сирітства, сімейну злагоду й незгоду; чимало пісень складено жінками, нещасливими в сім’ї. Досліджуючи зображення жіночої недолі в українських піснях, І. Франко писав: «Зустрічаємо дуже багато так сумовитих, так жалібно болющих, розкриваючих нам таку многоту недолі, що, вдумавшись в ті пісні і в те життя, котре їх викликало, ми не можемо но вжахнутись, не можемо не спитати самих себе: невже се правда?!» Правдою було те, що часто дівчину видавали заміж тільки з розрахунку на кращий майновий стан жениха. А потім, у чужій сім’ї, вона ставала наймичкою, над якою збиткувалася свекруха, бо «невістка — чужа кістка»; під’юджуваний матір’ю, чоловік брав у руки нагайку.
```
   Ой там за горою, там за крем’яною
   Не по правді жиє чоловік з жоною.
   Вона йому стелить білу постелечку,
   Він на ню готовить з дроту нагаєчку...
```

Горе було й тій жінці, що «мала мужа пияка, бо він піц не робить,тільки п'є, як прийде додому, як додому прийде, жінку молодую б’є».
Сімейні драми, як слушно зауважив І. Франко, у більшості випадків були основані «не на грубих та варварських обичаях народних», бо «чуття і здоровий розум народу супротивляються їм», а викликані вони тиском «поганих обставин економічних».
Колискові пісні виділяються в окремий цикл, тому що мають чітко окреслені тематику і функцію, вони призначені тільки для одного слухача — дитини і мають тільки одного виконавця — матір або близьку людину.
Мати й дитя — це найпрекрасніший образ із загальнолюдської скарбниці духовності. «Нічого кращого немає, як тая мати молодая з своїм дитяточком малим»,— писав Т. Шевченко. Чуттєвий зв’язок, що з дня народження існує між матір’ю та дитиною, дістає вірне відбиття у зворушливо щирих і безпосередніх колисанках. Всю любов, ніжність, бажання бачити своє дитя щасливим, розумним, здоровим, гарним матір вкладає в невибагливі рядки і простеньку мелодію, організовану ритмом гойдання колиски. Монотонний; тижесенький наспів і пестливі лагідні слова мають заспокоїти, приспати дитину, тому м’якенькими лапками підступає до мальованої колисочки пух настий, волохатий, муркотливий котик, голуби приносять на крилечках сон- дрімоту; і реальні котик, голуби, ластівочки, і фантастичні Сонко і Дрімота в колискових піснях діють як люди, що цілком відповідає дитячому первісному світосприйманню; ці пісні водночас є і першими уроками, що в доступній формі знайомлять дитину з побутовими речами і моральними цінностями, приохочуючи до працелюбності, порядку, доброти і справедливості.

## Соціально-побутові пісні
Бурлацькі пісні[недоступне посилання з жовтня 2019] - Бурлаки — це селяни, які, втікаючи від закріпачення, ставали на тимчасові заробітки. Вони терпіли поневіряння, голод і тяжку працю, зате належали самі до себе; манила воля, але ніде безрідний бурлака її не знаходив: «Степ веселий, край далекий, та ніде прожити».
Образність бурлацьких пісень скупіша, ніж в родинно-побутовій ліриці, більше суворого реалізму, нарікань на соціальну несправедливість, але в ряді пісень простежується тісний зв’язок з лірикою інших циклів, особливо з козацькими піснями.
Настрій туги за рідним краєм, сім’єю, образ смерті на чужині передається за допомогою художніх засобів, широко використовуваних в народній ліриці: схилена вишнева гілка — дружина, що втратила надію па повернення бурлака; рання роса, що висихає на вітрі — бурлацьке життя, що минає в горюванні; гадина, що в’ється біля серця; явір, коріння якого вода підмиває — туга, що точить бурлака.
Козацькі пісні - пов’язані з історією народу; найдавніші з них оспівують героїзм захисників вітчизни від турецько-татарських загарбників, готовність молодих патріотів пожертвувати родинним затишком, а може, й життям,— тому в цих піснях важливе місце займає мотив прощання з родиною, битви з ворогом і героїчної загибелі козака. «Моя прекрасная, могучая, вольнолюбивая Украина туго начиняла своим вольным и вражьим трупом неисчислимые огромные курганы,— з романтичною піднесеністю і захопленням писав Шевченко, — она своей славы на поталу не давала, порога деспота под ноги топтала и — свободная, нерастленная — умирала. Но напрасно грустны и унылы ваши песни, задумчивые земляки мои. Их і пожила свобода, а пела тяжкая одинокая неволя».
Кріпацькі пісні - вражають силою реалістичного зображення тяжкого підневільного життя селян, протесту проти приниження людської гідності і безправ’я у його буденних проявах, «осавули з иагаями на панщину гонять» не тільку молодих і здорових, але й старих та немічних і навіть малих дітей, а поскаржитися не можна, бо зараз «бере савула з козаками по сто палок бити».
Пісні були чи не єдиною розрадою і розвагою кріпака. Чув їх і малий Тарас Шевченко.
```
   Ой у неділю ранесенько до церкви дзвони дзвонять,
   А нашого вельможного пана десятчики на панщину гонять.
   Ой годі вам, препогані хлопи, до церкви ходити,
   Ідіть на свого вельможного пана роботу робити!
```

Наймитські та заробітчанські пісні - тематично поєднані з бурлацькими. В них теж ідеться про долю наймита, «що робить, аж піт очі заливає, а хазяїн його лає». Бідняки, що домовлялися працювати на хазяїна певний строк, потрапляли в найтяжчу кабалу:
```
   «Ой матінко-зірко, як у строку гірко —
```

звертається до матері дівчина-наішичка,— ні їсти, ні нити, ні сісти спочити...» У відчаї вона готова прийняти смерть: «ти, сира земелька, прийми отця й неньку й мене, молоденьку, щоб я не ходила, в наймах не служила, чужої роботи тяжко не робила...»
Наймита зневажають, називають «неробою», його годують цвілими сухарями, гонять після тяжкої роботи на полі ще й носити воду, пасти волів:
```
   Приймай, жінко, з стола вареники,
   Бо йде наймитище.
   Постав йому вчорашнього борщу,
   Нехай він похлище.
```

Але й це ще не найбільше горе, буває, що хазяїн спроваджує наймита в солдати замість свого сина: «Ой у лузі та при березі зацвіла Калина... Не за кого піду я в солдати за хазяйського сина!»
Рекрутські та солдатські пісні[недоступне посилання з жовтня 2019] - як і чумацькі, мають багато спільного з козацькими піснями: в них звучить туга за домівкою, за ріднею, нарікання на долю; один з провідних мотивів — прокляття панам, які насильно оддали в солдати, офіцерам, які знущалися з новобранців; зображені картини кривавих боїв, страждань і смерть поранених, які ненавидять тих, хто затівав війну:
```
   А хто хоче воювати,
   Дай му, боже, помирати!
```

Велику групу складають пісні про рекрутський набір; це були, як пише І. Хоткевич, пісні «безпомічності, покірності всесильному режимові:
```
   Ох, і то ж не маки —
   То наші козаки,
   Тож наші козаки,
   Та все новобранці,
   Що понабирали
   В неділеньку вранці...
```

І дивний незвичайний хаос утворили ці звуки, перемішавшися зі стогоном матерів, сумом батьків і риданнями покинутих дівчат» 
Чумацькі пісні[недоступне посилання з жовтня 2019] - чумацький промисел в Україні відомий з XV ст., а його розквіт припадає на XVIII — поч. XIX ст. Чумаки торгували переважно рибою та сіллю, яку привозили на волах з Дону і з берегів Чорного й Азовського морів.
Довгий шлях, невлаштованість побуту, небезпека ворожих нападів, хвороби і смерть на чужині — основні мотиви чумацьких пісень. В них показані й причини, які змушували селян вдаватись до чумакування:
```
   Ой тим же я чумакую,
   Що так мені лучче жити:
   На панщину не ходити,
   Подушного не платити...
```

Злидні,— «ані солі одробинки, ані хліба окрошинки» гнали з дому, змушували шукати долі — «хвортуни» в далекому краю:
```
   Ой хвортуно, ти, небого,
   Послужи мені немного,—
   служила ж у хазяйстві,
   та й служила у бурлацтві,
   ще й послужи у чумацтві.
```

Але нерідко надії не справджувались і повертався чумак з Дону додому тільки з батіжком у руках, «за плечима торбина, ще й латана свитина — до- чумакувався!» Серед лихих пригод — хвороб, каліцтва — пісні з осудом називають і пияцтво, яке призводило до гіркого фіналу: «не знать за що пропив вози, пропив ярма ще й занози, а сам ходиш по дорозі, проливавши гіркі сльози ».